# سردار بیگلری
سردار بیگلری (فارسی: سردار بیگلری؛ زادهٔ ۳۰ اوت ۱۹۷۷ تهران)، کارآفرین ایرانی-آمریکایی است که در سال ۱۹۸۱ شرکت بیگلری هلدینگ را تأسیس کرد.
بیگلری از فوریه سال ۲۰۱۴ تا به الآن مالک مجله ماکسیم بوده و سردبیر آن نیز می باشد.
او همچنین موسس و مدیر عامل شرکت بیگلری کپیتال، شریک شرکت The Lion Fund، نیز می باشد.